# 枢やな
枢 やな（とぼそ やな、1984年1月24日 - ）は、日本の漫画家。女性。
埼玉県蕨市出身。現在は神奈川県横浜市在住。血液型はO型。水瓶座。

## 来歴
同人活動を経て、2004年に『月刊Gファンタジー』（スクウェア・エニックス）に掲載の『9th』でデビュー。2005年に『Rust Blaster』で初連載。2006年から『黒執事』を連載。同作はテレビアニメ及びミュージカル化され、2014年には実写映画が公開された。 
簗緒 ろく（やなお ろく、Yanao Rock）のペンネームで本格的なボーイズラブ作品も手がけていたが、現在こちらの名義での活動は休止している。
2020年、アニプレックスとウォルト・ディズニー・ジャパンによるモバイルゲーム『ディズニー ツイステッドワンダーランド』にて、原案・メインシナリオ・キャラクターデザインを担当。

## 作品リスト

### 枢やな名義

#### 漫画
- 9th（月刊Gファンタジー2004年12月号掲載、読み切り）
- プラトニックチェーン Selected Stories（アンソロジー）漫画（2004年）
- Rust Blaster（月刊Gファンタジー2005年11月号 - 2006年4月号連載、全1巻）
- 黒執事（月刊Gファンタジー2006年10月号 - 連載中、既刊34巻）
- ZOMBIE-LOAN公式アンソロジーコミック“ZOMBIE-LOAN”LOAN 中表紙イラスト・漫画（2007年）
- 革命機ヴァルヴレイヴ アンソロジーコミック 表紙イラスト・漫画（2013年）

#### イラスト
- ガンガン戦-IXA- 表紙イラスト（2009年冬、2010年夏）
- アニメ 荒川アンダー ザ ブリッジ 12ブリッジエンドカード（2010年）
- STAR DRIVER 輝きのタクト アンソロジー 表紙イラスト（2011年）
- エルシャダイ アンソロジー 表紙イラスト（2011年）
- 鋼の錬金術師 CHRONICLE イラスト（2011年）
- 堀田きいち OFFICIAL FANBOOK 君と僕。 -AFTER SCHOOL- イラスト（2011年）
- Cafe SQ CDジャケットイラスト（2011年[3]）
- 妖狐×僕SS アンソロジー イラスト（2012年）
- キューティクル探偵因幡 アンソロジー イラスト（2012年）
- 刀剣乱舞 アンソロジー イラスト（2015年）[4]

#### ゲーム・アニメ
- 刀剣乱舞（2017年、日向正宗のキャラクターデザイン[5]）
- ディズニー ツイステッドワンダーランド （2020年、原案・メインシナリオ・キャラクターデザイン[6]）
- スケートリーディング☆スターズ （2021年、キャラクターデザイン原案[7]）
- 機動戦士ガンダム 水星の魔女 （2023年、第23話エンドカード）

### 簗緒ろく名義
- 花少年-Flower Boy's 2（2005年、光彩書房、アンソロジー参加）
- Glamorous Lip（2006年、光彩書房）